# Cyrtopogon planitarsus
Cyrtopogon planitarsus là một loài ruồi trong họ Asilidae. Cyrtopogon planitarsus được Wilcox & Martin miêu tả năm 1936. Loài này phân bố ở vùng Tân Bắc giới.